# ヘマ・フォン・グルク
ヘマ・フォン・グルク (ドイツ語：Hemma von Gurk) は、オーストリアのケルンテン州において崇敬されてきた守護聖人の1人である。
ヘマが実在の人物であることを示す文書はほとんどなく史実性の検証が困難なため、この項では伝説や伝承として語られることを交えて記述する。

## 生涯
ヘマは990年頃、ケルンテンの貴族エンゲルベルト・フォン・フリーザッハの子として生まれた。彼女の先祖は9世紀に東フランク王アルヌルフから莫大な土地と資産を受け取っていた一族で、神聖ローマ皇帝ハインリヒ2世の遠縁であった。
幼少期はハインリヒ2世の宮廷に送られて高度な教育を受け、その後はコンラート2世の臣下でザンタール辺境伯ヴィルヘルムの妻となった。しかし夫ヴィルヘルムがザンタール辺境伯とされたのはケルンテン公アダルベロの勢力を削ぐためであり、現在のスロベニアのサビンジャ地方にあたるザンタール辺境伯領はアダルベロの領土であった。そのためヴィルヘルムはアダルベロによって暗殺された。
ヴィルヘルムの死によってその莫大な遺産を受け継いだヘマはケルンテン各地の教会へ多大な寄進を行い、さらにアドモント修道院など多くの修道院を建立した後、1045年に隠遁の地であったグルクで亡くなった。死後はグルク大聖堂の地下室へと埋葬された